# 64 Aquarii
64 Aquarii, som är stjärnans Flamsteed-beteckning, är en ensam stjärna belägen i den mellersta delen av stjärnbilden Vattumannen. Den har en skenbar magnitud på 6,93 och kräver åtminstone en handkikare för att kunna observeras. Baserat på parallaxmätning inom Hipparcosuppdraget på ca 10,5 mas, beräknas den befinna sig på ett avstånd på ca 312 ljusår (ca 96 parsek) från solen. Den rör sig bort från solen med en heliocentrisk radialhastighet på ca 11 km/s.

## Egenskaper
64 Aquarii är en gul till vit stjärna av spektralklass G2/3 IV/V, som anger att dess spektrum visar blandade drag av en stjärna i huvudserien av spektraltyp G och en mer utvecklad underjättestjärna. Den har en massa som är ca 1,5 gånger större än solens massa, en radie som är ca 2,8 gånger större än solens och utsänder från dess fotosfär ca 13 gånger mera energi än solen vid en effektiv temperatur av ca 5 900 K.